# Rolls-Royce RB2011
El Rolls-Royce RB2011 es un prototipo de motor fán de hélices desarrollado por Rolls-Royce plc. El diseño es también conocido como un motor de rotor abierto.

## Diseño y desarrollo
El RB2011 está diseñado para los aviones de pasajeros de 180-300 pasajeros (ej. Boeing 737 o Airbus A320). Rolls-Royce compró la Allison Engine Company en 1995, y había estudiado el motor fán de hélices Pratt and Whitney/Allison 578-DX construido en la década de los ochenta.
El motor tiene dos rotores externos de contrarrotación (fanes) en el exterior del carenado del motor, en lugar de en el frontal de la estructura (tirando) o en el trasero (empujando). El diseño de rotor abierto es conocido por su incremento de ruido en comparación con los motores turbofán normales, donde el ruido es contenido por la conducción del motor. El rotor delantero es mayor en diámetro que el motor trasero , para suprimir los problemas de eddies desde su entrada por el rotor delantero. Los rotores están movidos por el motor a través de una caja de engranajes epicíclica.
El motor ha sido probado en la Aircraft Research Association en Bedford, Bedfordshire. La prueba de túnel de viento tuvo lugar en DNW en Marknesse en Holanda.
Se espera reducir el consumo de combustible de un avión, en comparación con los motores turbofán normales, hasta en un 30%. Esta es la razón principal para elegir este diseño de avión. Su certificación está prevista para 2017-8, entrando en el mercado de aerolíneas en 2020.